# سد آنو
سد آنو (باليابانية: Anou Dam) هو سد الجاذبية يقع في محافظة ميه في اليابان، ويستخدم السد للري. تبلغ مساحة مستجمعات المياه للسد 27.5 كيلومتر مربع، ويحجز السد حوالي 49 هكتارًا من الأراضي عند امتلائه يخزن 10500 ألف متر مكعب من المياه. بدأ بناء السد عام 1972 واكتمل عام 1989.